# Sant Fruitós de Boldís Sobirà
Sant Fruitós de Boldís Sobirà és l'església parroquial del poble de Boldís Sobirà, del terme municipal de Lladorre, a la comarca del Pallars Sobirà. Està situat al bell mig del petit poble; al voltant seu s'organitzen les cases del poble.

## Descripció
Església d'una sola nau i capelles laterals amb capçalera rectangular, coberta per volta de canó. La porta s'obre a migdia, als peus de la nau. Per damunt d'aquesta un òcul dona llum a la nau. El campanar octogonal i coronat per un airós xapitells, s'aixeca sobre la façana. Els murs exteriors són arrebossats.
Trobem diversos retaules a l'altar major del segle xviii d'estil barroc.